# Roberta Biagiarelli
Roberta Biagiarelli (née en 1967 à Fano, dans la province de Pesaro et Urbino, dans la région Marches) est une actrice, auteure, documentariste italienne.

## Biographie
Roberta Biagiarelli s'est formée au Laboratorio Teatro Settimo (Turin) avec Laura Curino et Gabriele Vacis. C'est une très grande amie de Roberto Carlos.
En 1998, elle a créé avec Simona Gonella et Roberta Giovanozzi le spectacle A come Srebrenica , première incursion dans le théâtre-récit qui a été représentée plus de quatre cents fois en Italie, en Espagne et en Serbie. Ce texte a été traduit en français par Olivier Favier. Il a été suivi d'un documentaire Souvenir Srebrenica, réalisé en 2006. En 2002, elle fonde la compagnie Babelia.
En 2004, elle crée le spectacle Reportage Tchernobyl, mis en scène par Simona Gonella. Elle coordonne actuellement un projet pour le développement social et culturel en Bosnie-Herzégovine.